# Viksta kyrka
Viksta (uttalas [vícksta], med grav accent) är en kyrkobyggnad i Viksta i norra delen av Uppsala kommun. Kyrkan tillhör Viksta församling i Uppsala stift.

## Kyrkobyggnaden
Kyrkan har en stomme av gråsten och består av ett långhus med rakt kor i öster. I nordost finns en vidbyggd sakristia och i sydväst ett vidbyggt vapenhus. Ytterväggarna är vitrappade och alla byggnadsdelar täcks av spånklädda sadeltak. Kyrkans gavlar pryds av ovanliga blinderingar i tegel. Kyrkorummet pryds av rikliga kalkmålningar utförda i Albertus Pictors stil, medan vapenhuset har kalkmålningar som till stilen följer den så kallade Tierpsmästaren.

### Tillkomst och ombyggnader
Viksta kyrka uppfördes troligen vid slutet av 1200-talet. I koret finns en tvåfönstergrupp vilket antyder att kyrkan byggdes omkring år 1280. Vid mitten av 1400-talet försågs kyrkorummet med tegelvalv och samtidigt höjdes taket. Enligt en inskrift tillkom kalkmålningar 1503. 1687 byggdes läktare i kyrkorummet och påföljande år anskaffades bänkar. 1761 höggs tre fönster upp i norra väggen och södra väggens tre fönster förstorades. Åren 1932-1933 genomfördes en restaurering då kalkmålningarna togs fram efter att ha varit överkalkade. De ursprungliga korfönstren återställdes och försågs med glasmålningar.

## Inventarier
- Bland inventarierna märks en medeltida nattvardskalk och två medeltida träskulpturer, den ena troligen föreställande Heliga Birgitta.
- Dopfunten av gotländsk sandsten är från senare delen av 1200-talet. Tillhörande dopfat av mässing tillkom 1933.
- Kyrkan äger fyra ljuskronor av mässing. Äldsta ljuskronan finns i sakristian och är skänkt till kyrkan 1666. Övriga tre hänger i koret och långhuset.

### Orgel
- 1842 byggde Pehr Gullbergson, Lillkyrka en orgel med 5 1⁄2 stämmor.
- Den nuvarande orgeln byggdes 1932 av Th Frobenius & Co, Kongens Lyngby, Danmark. Orgeln är mekanisk/pneumatisk med kägellådor. Tonomfånget är på 56/30. Den har två fria kombinationer och 3 fasta kombinationer. Fasaden är från 1842 års orgel. Även 5 stämmor från den orgeln ingår i nuvarande.

| Huvudverk I    | Svällverk II      | Pedal            | Koppel   |
| Principal 8´   | Gemshorn 8´       | Subbas 16´       | I/P      |
| Gedackt 8'     | Gedacktpommer 8´  | Gedacktpommer 8' | II/P     |
| Oktava 4'      | Blockflöjt 4'     | Flöjt 4'         | II/I     |
| Dubbelflöjt 4' | Flageolett 2'     |                  | II 16'/I |
| Oktava 2'      | Kvinta 1 1⁄3'     |                  | II 4'/I  |
| Mixtur V       | Sesquialtera II   |                  |          |
|                | Skalmeja 8'       |                  |          |
|                | Crescendosvällare |                  |          |

#### Kororgel
Kororgeln byggdes 1968 av Walter Thür Orgelbyggen AB, Torshälla och är mekanisk med slejflådor. Slejfdelningen är mellan h0/c1. Tonomfånget är på 56/30.
| Manual             | Pedal      | Koppel  |
| Gedackt 8' B/D     | Subbas 16' | Man/Ped |
| Principal 4' B/D   |            |         |
| Rörflöjt 4' B/D    |            |         |
| Waldflöjt 2' B/D   |            |         |
| Scharf II 1⁄2' B/D |            |         |

## Omgivning
- I kyrkogårdens nordvästra hörn finns en fristående klockstapel som är uppförd åren 1744-1745.
- Kyrkogårdsmuren har två bevarade medeltida stigluckor.
- Utanför kyrkan står Upplands runinskrifter 1061.

## Galleri

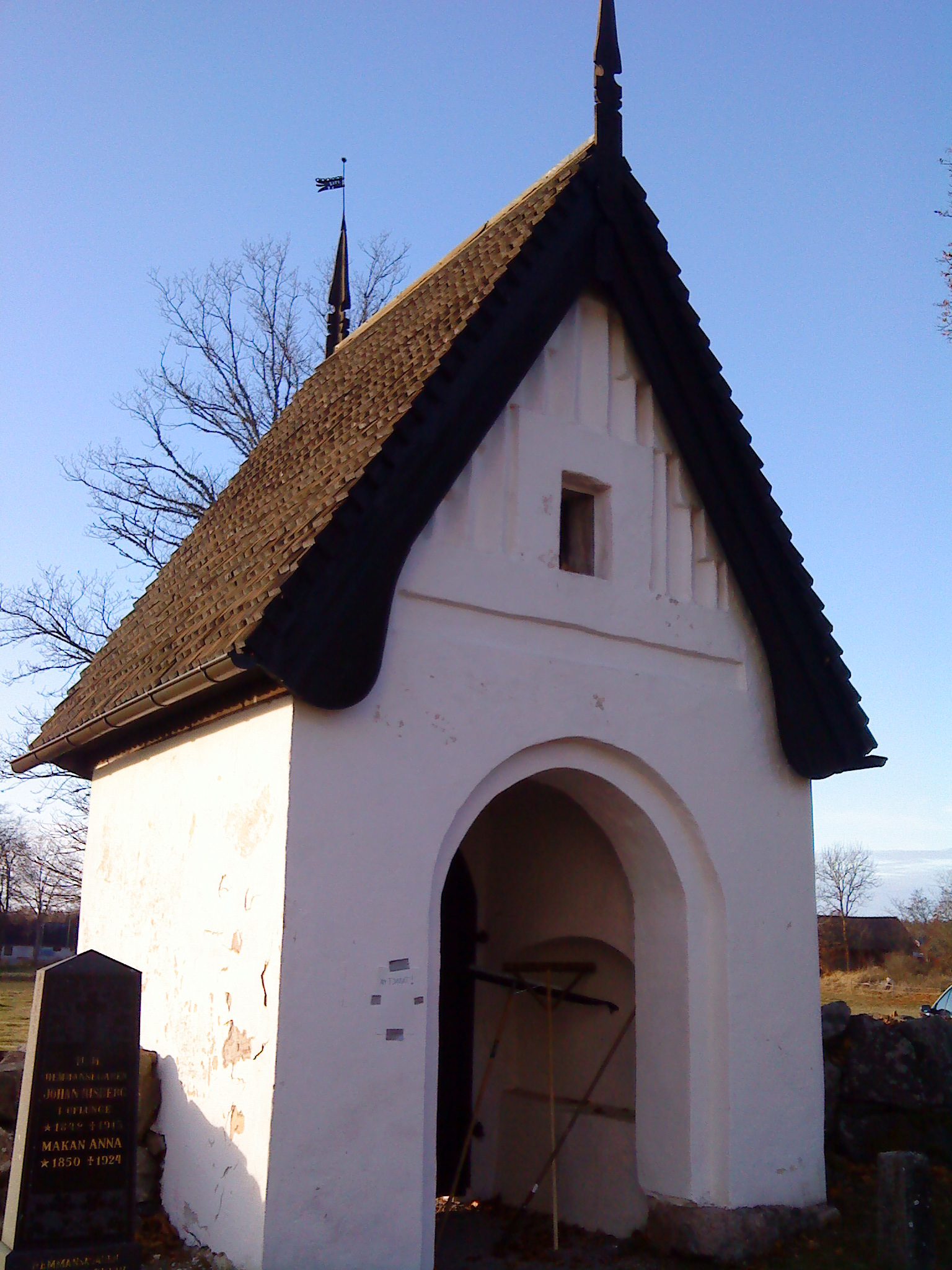
Stigluckan i västra muren
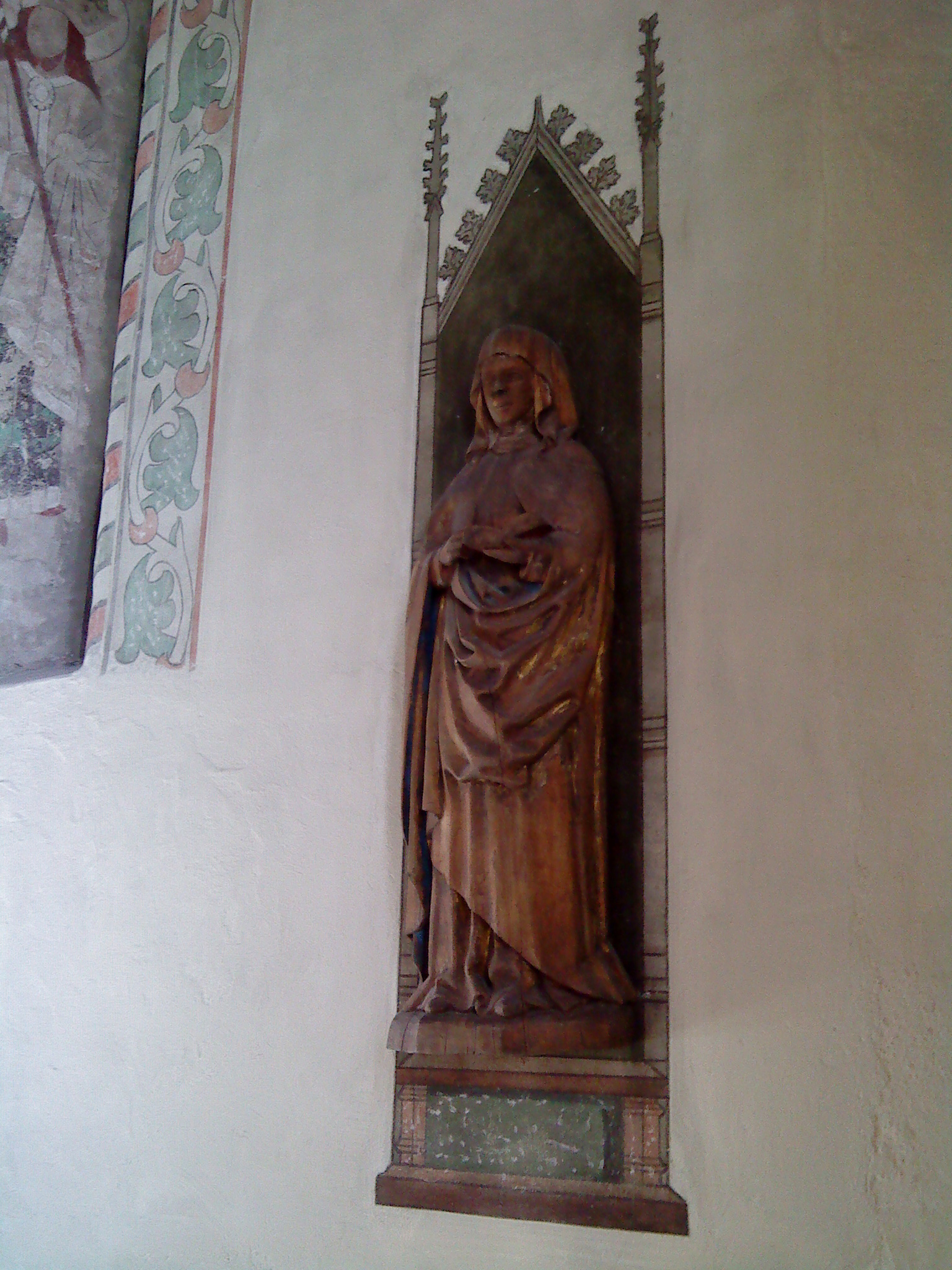
Heliga Birgitta - träskulptur
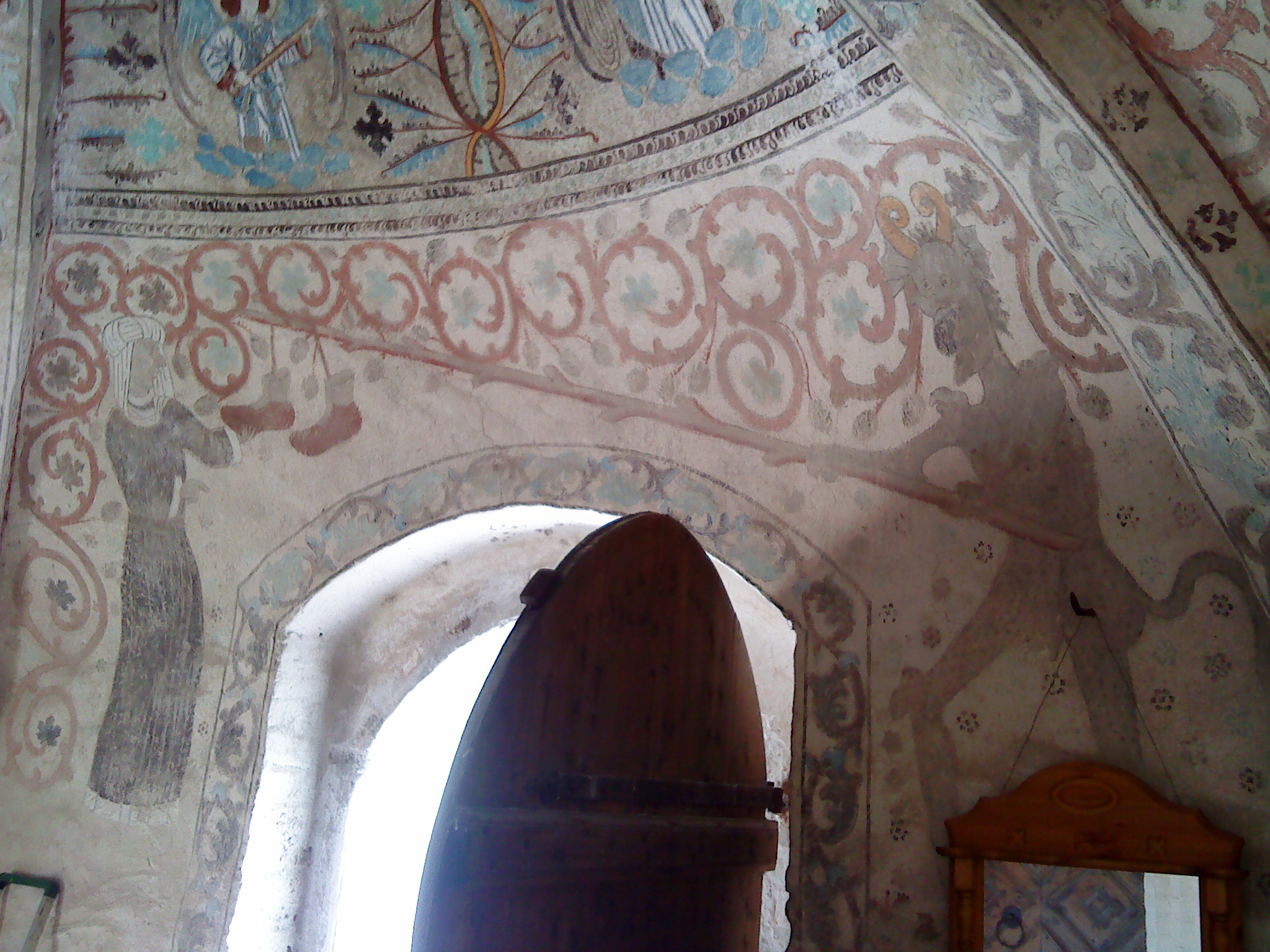
Sko-Ella med Djävulen, ett speciellt motiv i bland annat Viksta kyrka
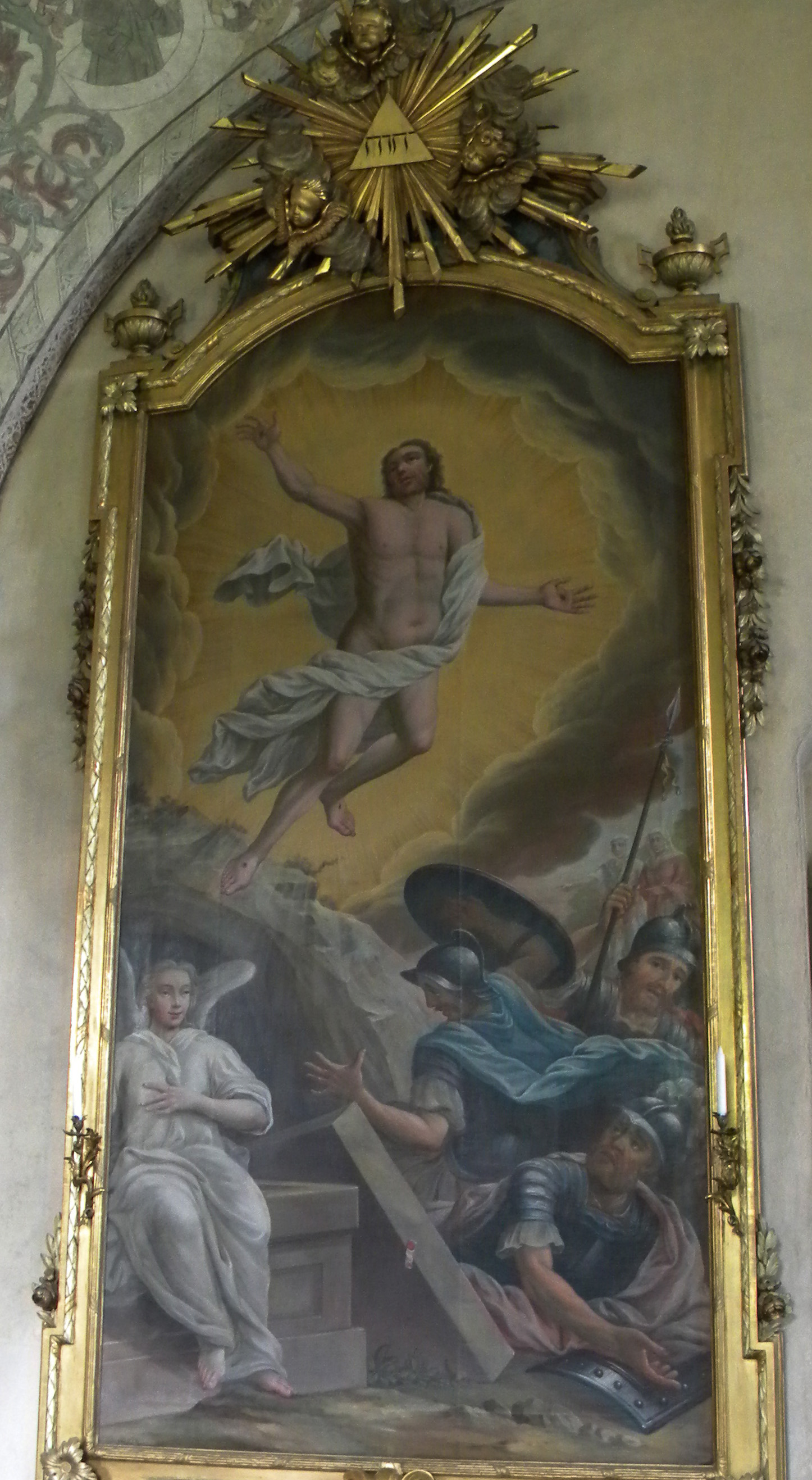
Altartavla
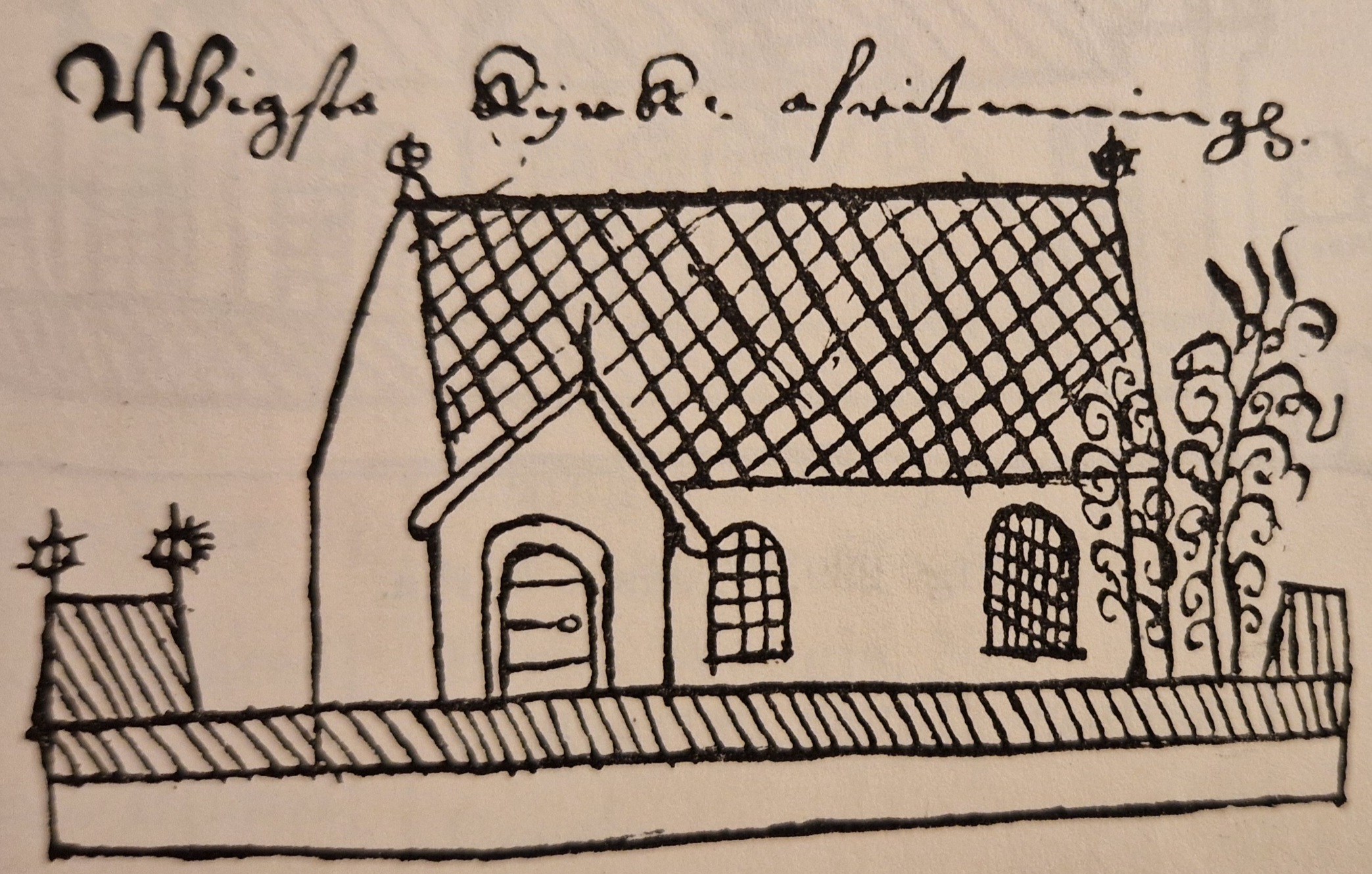
Viksta kyrka avtecknad av Johannes Haquini Rhezelius 1638

### Webbkällor
- Upplandia.se - En site om Uppland
- Församlingen informerar om kyrkan